# Laubach
Laubach, város Németországban, Hessen tartományban.

## Fekvése
A Wetter folyó völgyében fekvő település.

## Története

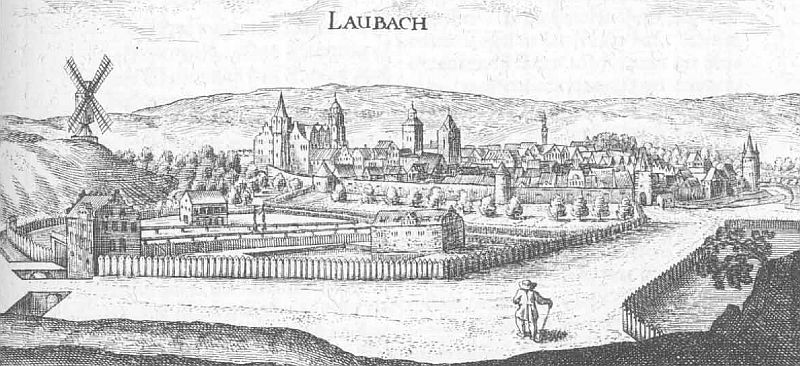
Laubach egy régi metszeten

A településen található a Solms-Laubach grófok háromtornyú kastélya, melynek 1250-ben épített templomával a kastélyt gyaloghíd köti össze. Ez a kastély őrzi az egykori - 1174-ben alapított és 1803-ig fennálló - Arnsburgi-cisztercita kolostor (Kloster Arnsburg) 60.000 kötetes könyvtárát. A kastély mögött szép park terül el.

## Galéria

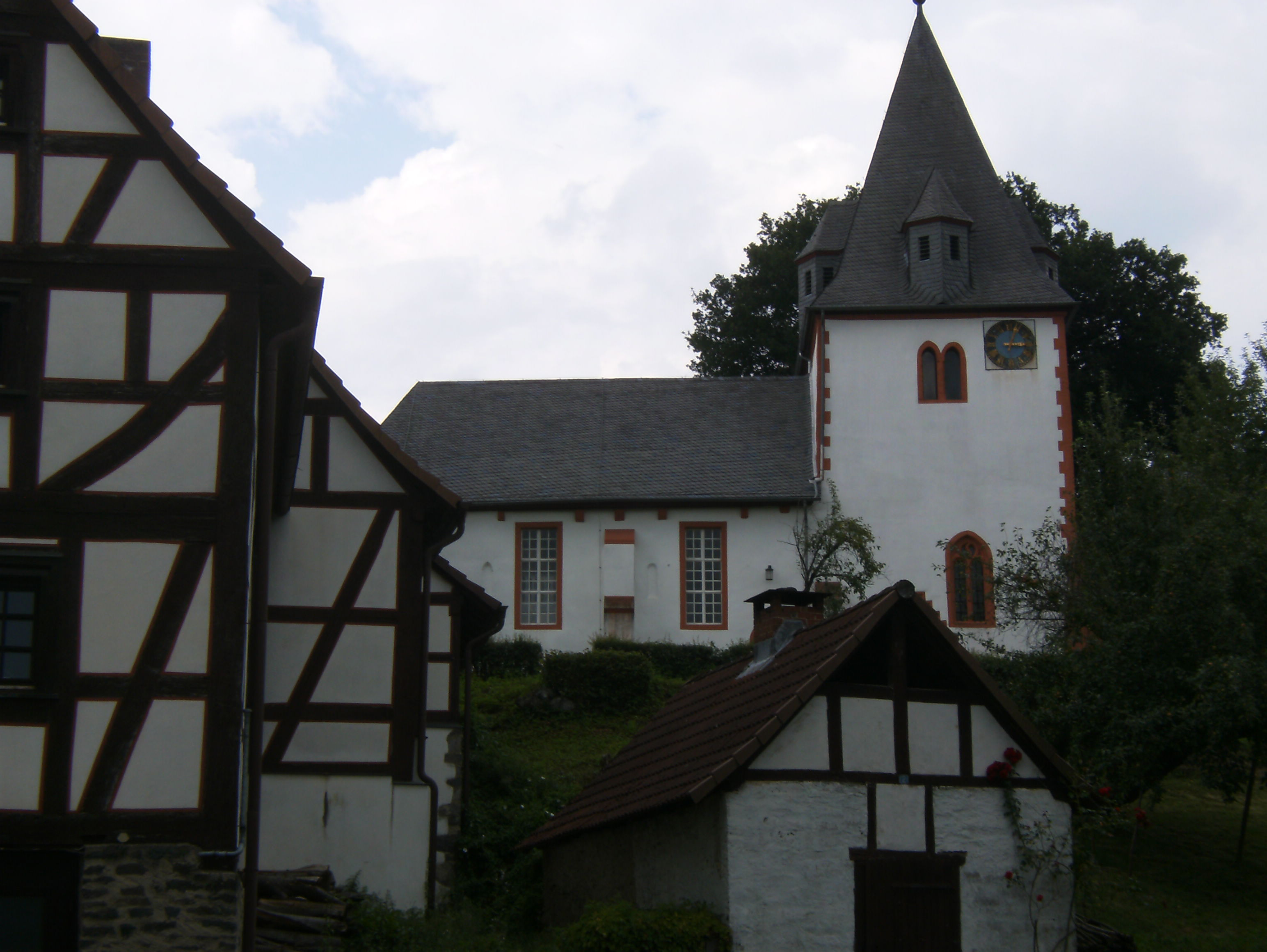
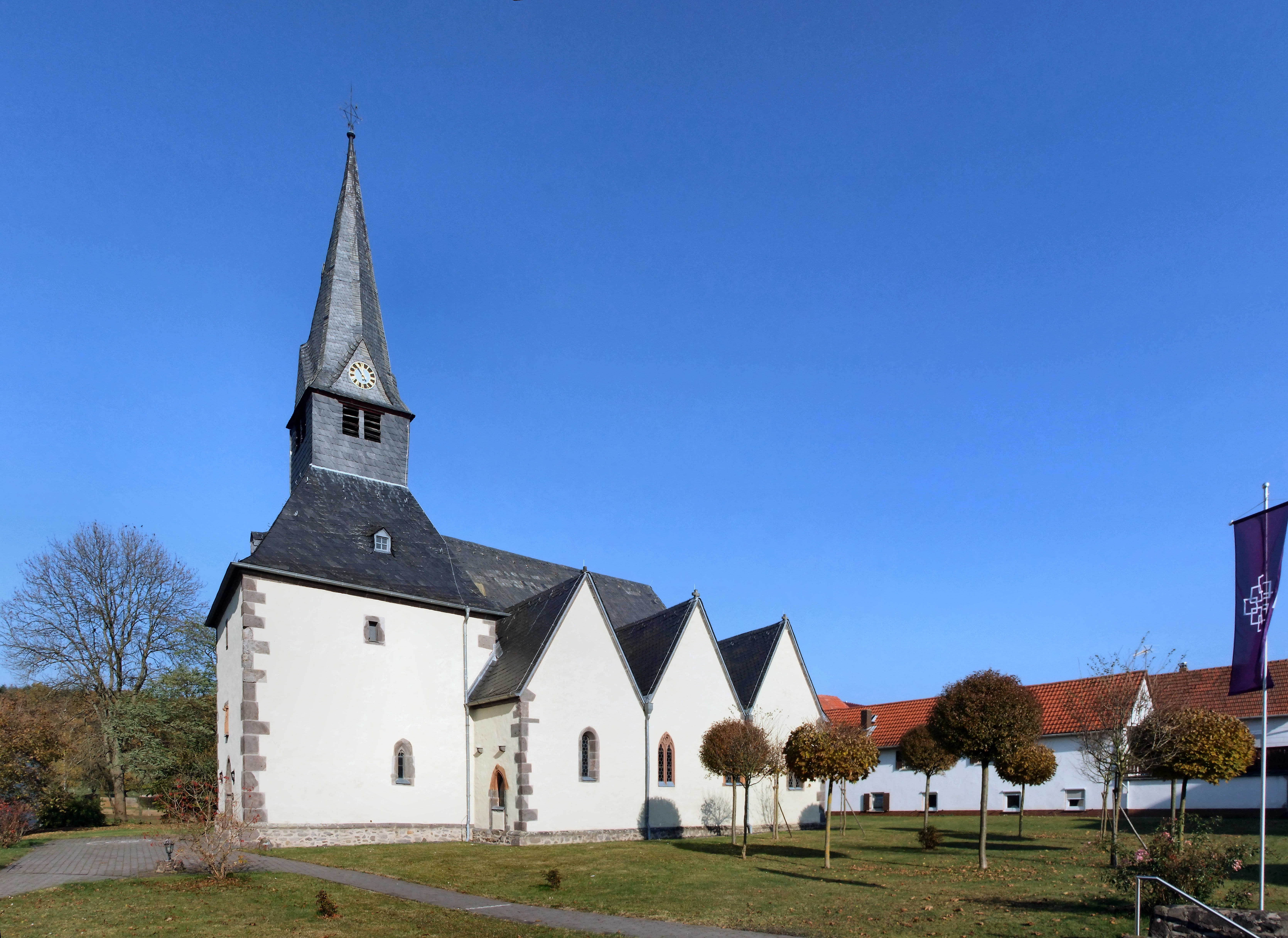
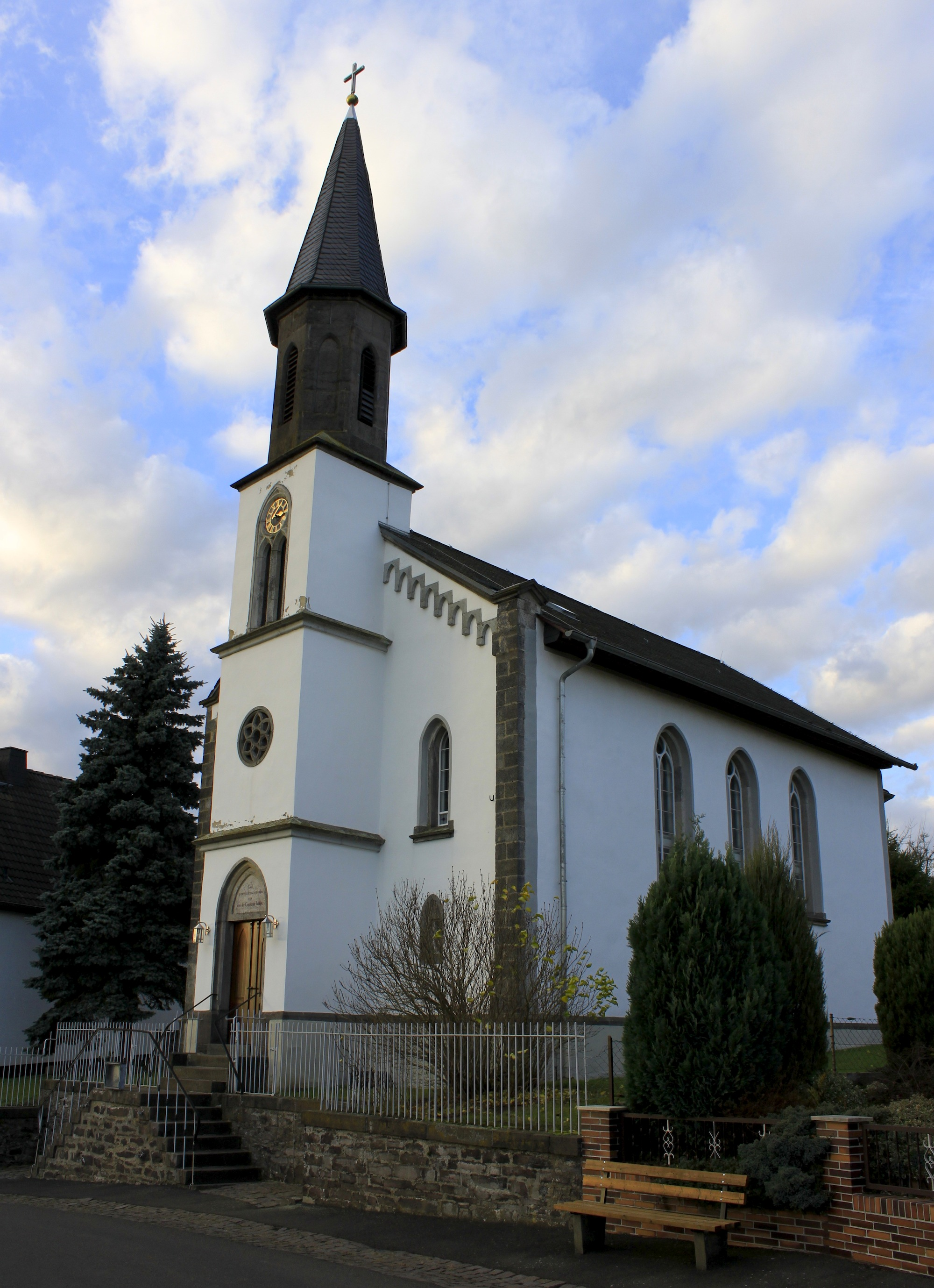
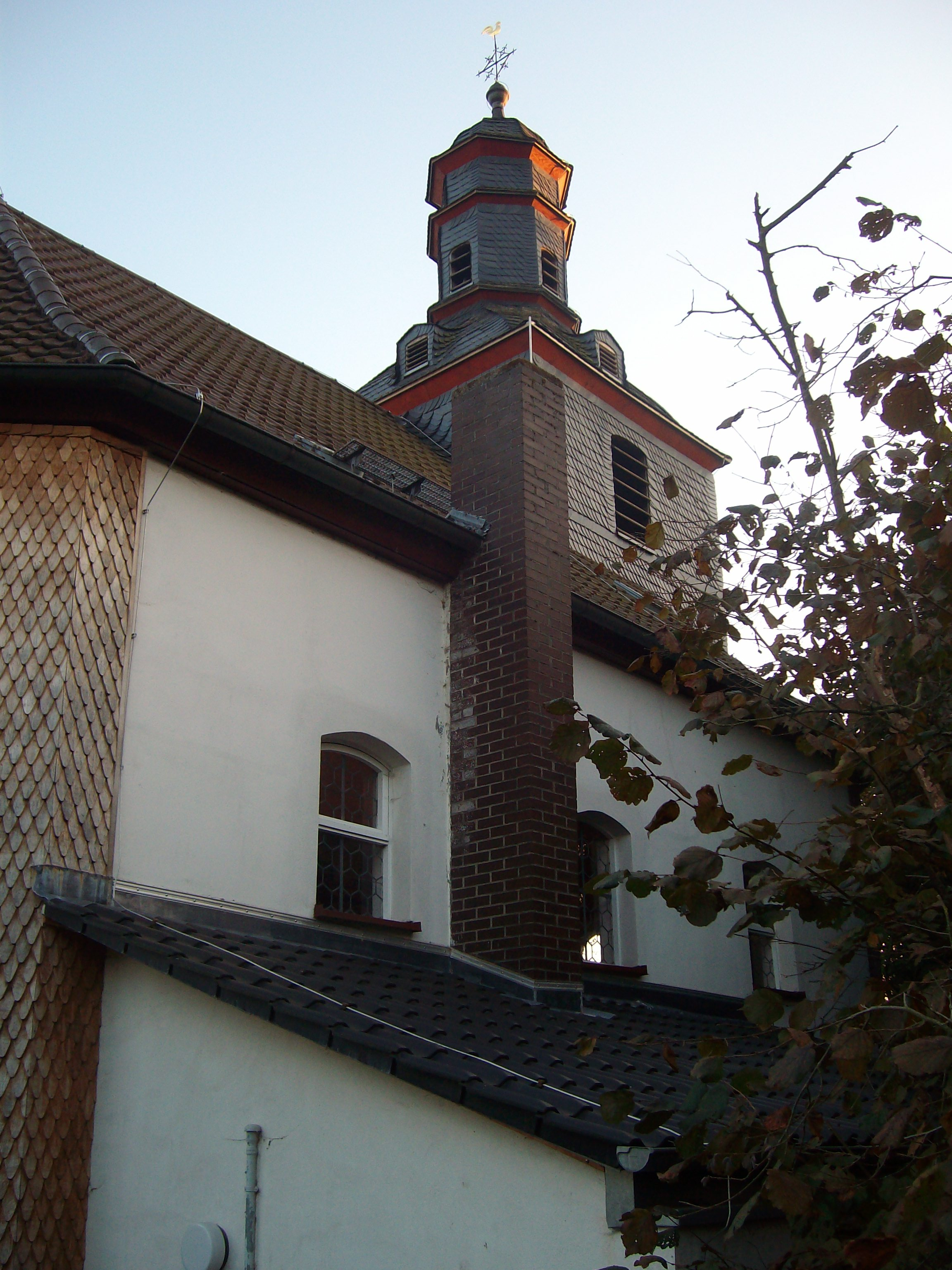
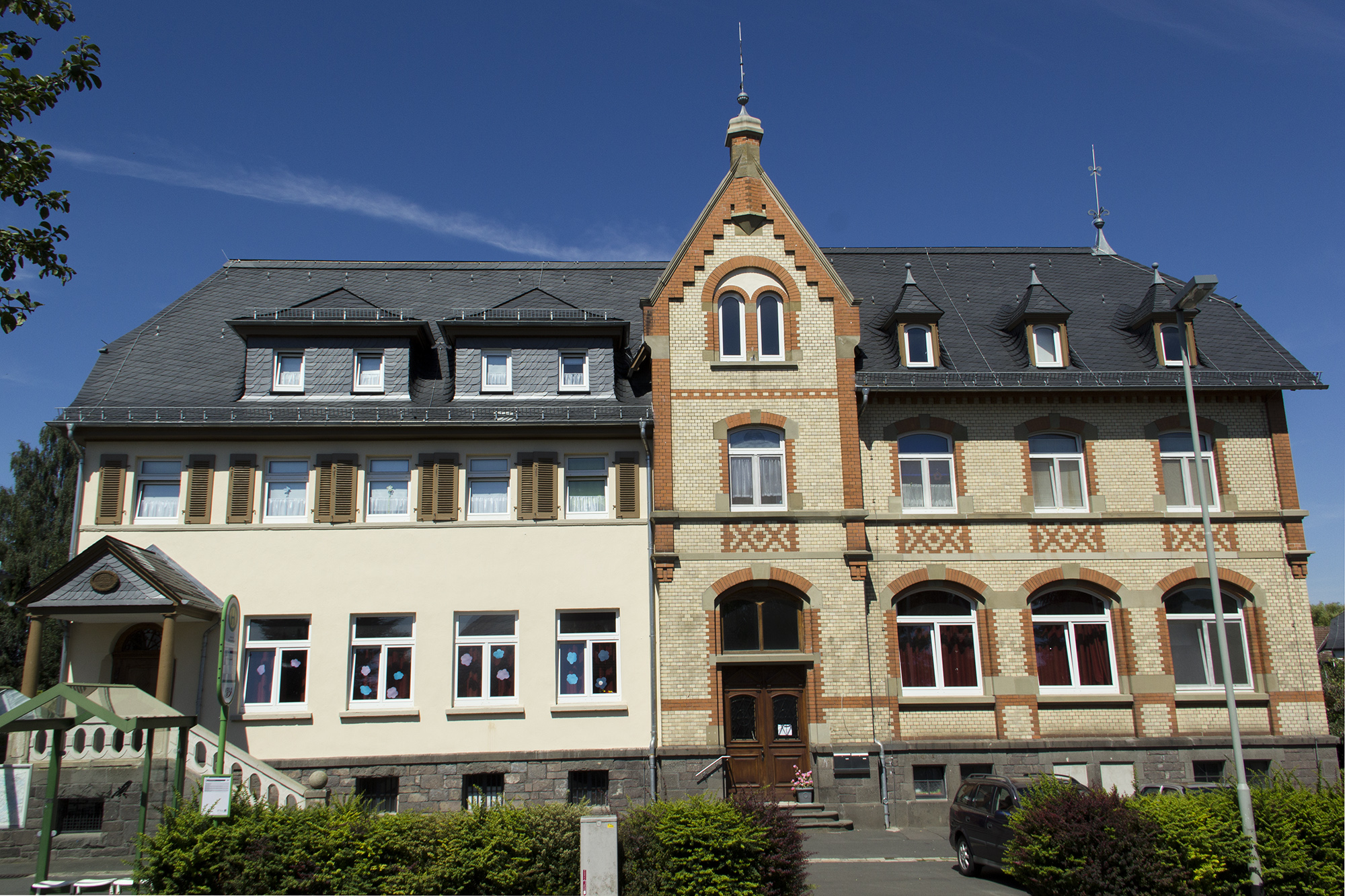
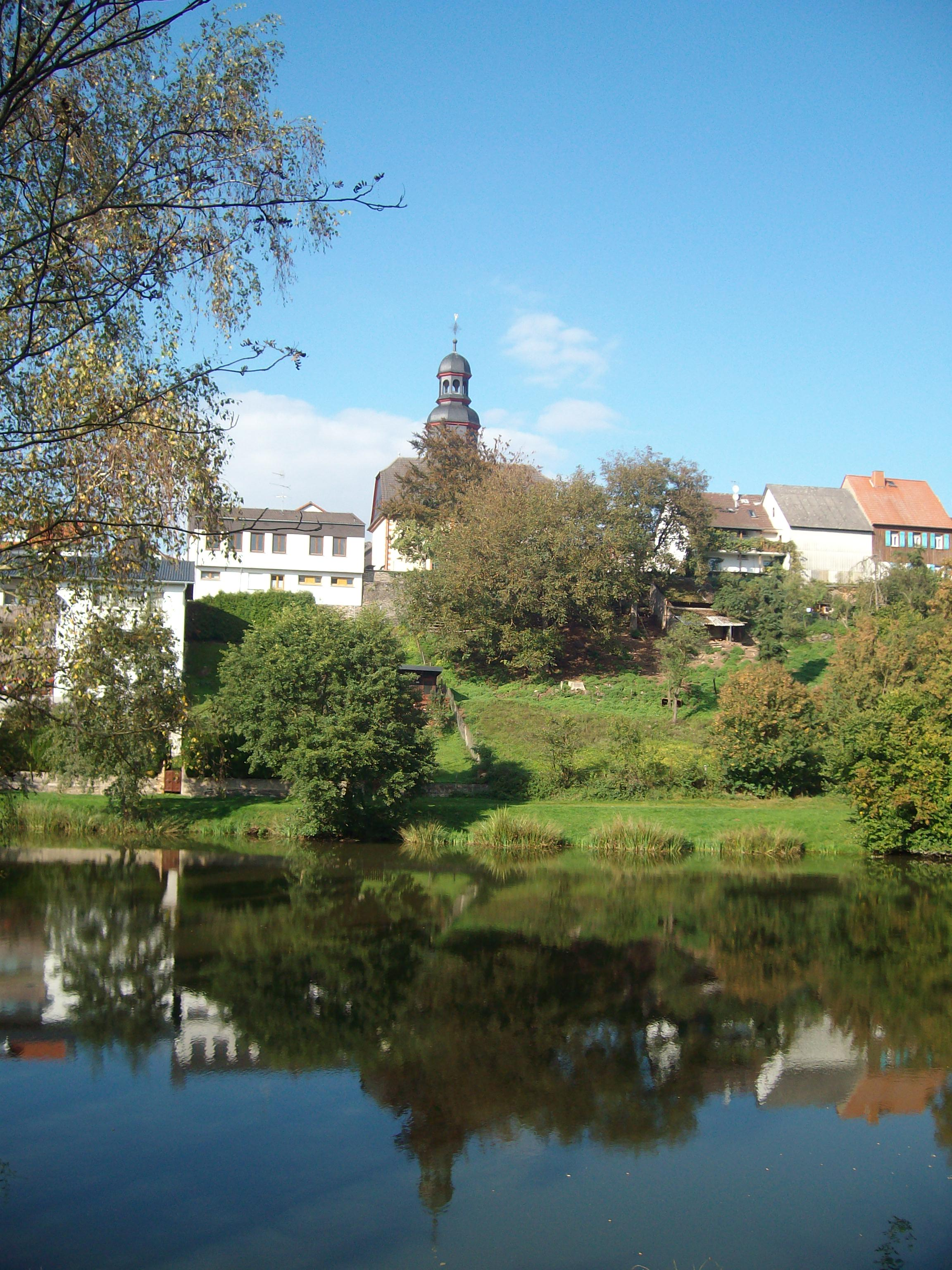